# Эфиопское информационное агентство
Эфиопское информационное агентство — государственное информационное агентство Федеративной Демократической Республики Эфиопии.
Эфиопское информационное агентство является официальным новостным агентством правительства Эфиопии. Оно было основано в 1942 году в Абиссинии, то есть является старейшей новостной организацией в стране и одной из старейших на африканском континенте.
Агентство ставит своей целью построение демократическим путём консенсуса между народами Эфиопии и создание доброй репутации государства.